# Alap megállóhely
Alap megállóhely egy Fejér vármegyei vasúti megállóhely Alap településen, a MÁV üzemeltetésében.
Külterületek közt helyezkedik el, a falu legészakibb házaitól körülbelül másfél, központjától csaknem négy kilométerre északra, a 6223-as út vasúti keresztezésétől nem messze nyugati irányban; közúti megközelítését az említett útból kiágazó 62 323-as számú mellékút biztosítja.

## Vasútvonalak
A megállóhelyet az alábbi vasútvonalak érintik:
- Mezőfalva–Rétszilas-vasútvonal

## Kapcsolódó állomások
A megállóhelyhez az alábbi állomások vannak a legközelebb:
- Nagykarácsony megállóhely (Mezőfalva–Rétszilas-vasútvonal)
- Rétszilas alsó megállóhely (Mezőfalva–Rétszilas-vasútvonal)

## Forgalom
| Járat | Útvonal | Gyakoriság |
| ----- | --- | ---------- |
| S431  | Dunaújváros – Újvenyim – Mezőfalva – Nagykarácsony felső – Nagykarácsony – Alap – Rétszilas alsó – Rétszilas – Sáregres – Simontornya | Napi 2 pár |
| S432  | Dunaújváros – Újvenyim – Mezőfalva – Nagykarácsony felső – Nagykarácsony – Alap – Rétszilas alsó – Rétszilas – Cece                   | Napi 3 pár |